# Sylvie Meloux
Sylvie Meloux (ur. 22 stycznia 1970) – francuska judoczka.
Zajęła piąte miejsce na mistrzostwach świata w 1997; uczestniczka zawodów w 1993. Startowała w Pucharze Świata w latach 1989-1992 i 1995-2000. Mistrzyni Europy w 1997, druga w 1994 i 1995; piąta w 1996, a także zdobyła pięć medali w zawodach drużynowych. Brązowa medalistka uniwersjady w 1995. Wygrała akademickie MŚ w 1990. Mistrzyni Francji w 1991, 1993 i 1999 roku.